# ژان رولن
ژان رولن (به فرانسوی: Jean Rolin) نویسنده و روزنامه‌نگار قرن بیستم میلادی اهل فرانسه است.